# 鸡足山镇
鸡足山镇，原称炼洞乡，是中华人民共和国云南省大理白族自治州宾川县下辖的一个乡镇级行政单位。

## 行政区划
鸡足山镇下辖以下地区：
沙址村、关李村、上沧村、白荡坪村、江股村、甸头村、炼洞村、大坝子村和新川村。